# Holland America Line
Holland America Line (H.A.L.) är ett nederländskt-amerikanskt rederi som bedriver kryssningstrafik.

## Historia
År 1873 grundades rederiet som Netherlands-America Steamship Company med syftet att transportera människor från Europa till Amerika, vilket de skulle fortsätta med till långt efter sekelskiftet. Huvudkontoret var då i Rotterdam. År 1895 erbjöd rederiet sin första kryssning. Efter 25 år (1898) ägde rederiet 6 fartyg som bland annat trafikerade linjen mellan Nederländerna och Nederländska Ostindien via den nybyggda Suezkanalen. År 1971 avbröt rederiet sina resor från Europa till Amerika för gott och övergick helt till kryssningar. År 1973 sålde rederiet sina sista lastfartyg. År 1989 köptes rederiet upp av Carnival Cruise Lines men drivs som ett dotterbolag. Idag ägnar sig rederiet åt kryssningar.

## Fartyg
Rederiet har för tillfället 14 fartyg.
- S/S Maasdam
- S/S Potsdam
- S/S Noordam
- T/S Nieuw Amsterdam
- M/S Noordam (1938)
- M/S Johan Van Oldenbarnevelt
- M/S Westerdam (1946)
- T/S Maasdam
- T/S Ryndam
- T/S Rotterdam
- T/S Veendam
- T/S Volendam
- T/S Brasil
- T/S Monarch Sun
- T/S Monarch Star
- M/S Nieuw Amsterdam (1983)
- M/S Noordam (1984)
- M/S Westerdam (1986)
- M/S Statendam (Statendam-klass (S-klass))
- M/S Maasdam
- M/S Ryndam
- M/S Veendam
- M/S Rotterdam
- M/S Volendam
- M/S Zaandam
- M/S Amsterdam
- M/S Spirit
- M/S Prinsendam
- M/S Thomson Spirit
- M/S Zuiderdam
- M/S Oosterdam
- M/S Westerdam (2004)
- M/S Noordam (2006)
- M/S Eurodam
- M/S Nieuw Amsterdam (2009)